# Frederick Street
Die Frederick Street ist eine Straße im Stadtteil Downtown von Trinidad und Tobagos Hauptstadt Port of Spain. Als zentral gelegene Einkaufsstraße mit fortschrittlicher Architektur galt sie von den 1890er- bis in die 1980er-Jahre als „Hauptstraße der Stadt“.

## Verlauf
Die Straßen im Stadtteil Downtown sind größtenteils in der Form eines rechtwinkligen Gitters ausgerichtet. Diese Form geht auf den letzten spanischen Gouverneur der Insel José María Chacón zurück, der das rasche Wachstum der Stadt ab 1784 mit weitreichender Planung begleitete. Die Frederick Street verläuft schnurgerade von Süden nach Norden. Sie nimmt ihren Ausgangspunkt am Independence Square, einem geschichtsträchtigen, langgezogenen Platz nahe der Küste. Als klassische Einkaufsstraße passiert sie Geschäfte, Cafés und Restaurants und kreuzt die in West-Ost-Richtung verlaufenden, bedeutenden Querstraßen Queen Street und Duke Street, bevor sie einen zentralen Platz der Stadt erreicht, den Woodford Square, an dem sich unter anderem das Parlamentsgebäude und die Holy Trinity Cathedral befinden. Ungefähr auf Höhe der Mitte der Frederick Street passiert sie die vom Lapeyrouse Cemetery nach East Dry River in West-Ost-Richtung verlaufende, lebhafte Park Street und verändert in der Folge ihren Charakter weg von einer Einkaufsstraße hin zu Wohn- und Verwaltungsgebäuden, bevor sie nach 1,6 Kilometern an ihrem nördlichen Ende in die südöstliche Ecke der parkähnlichen Queen’s Park Savannah mündet.

## Geschichte

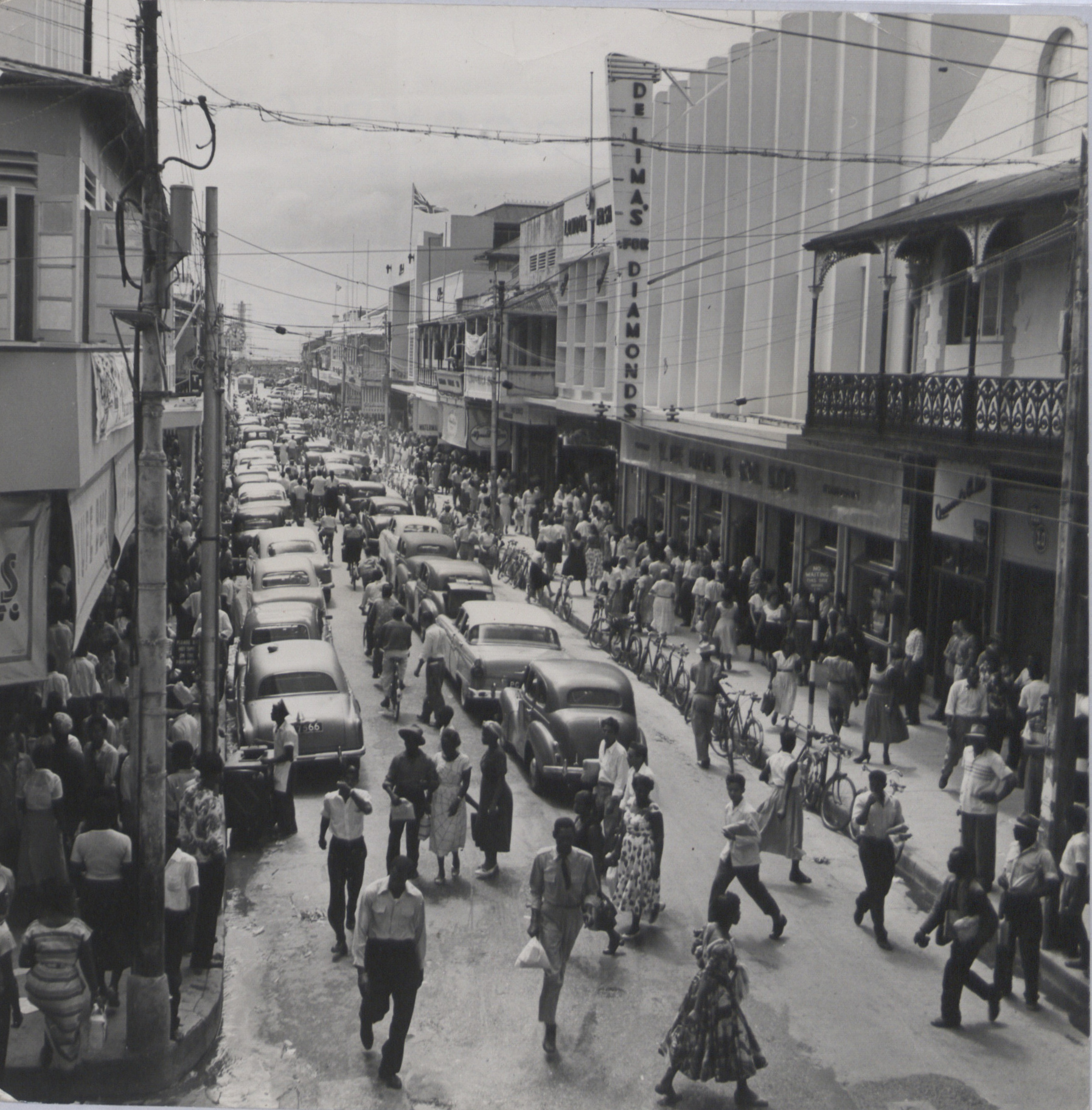
1950

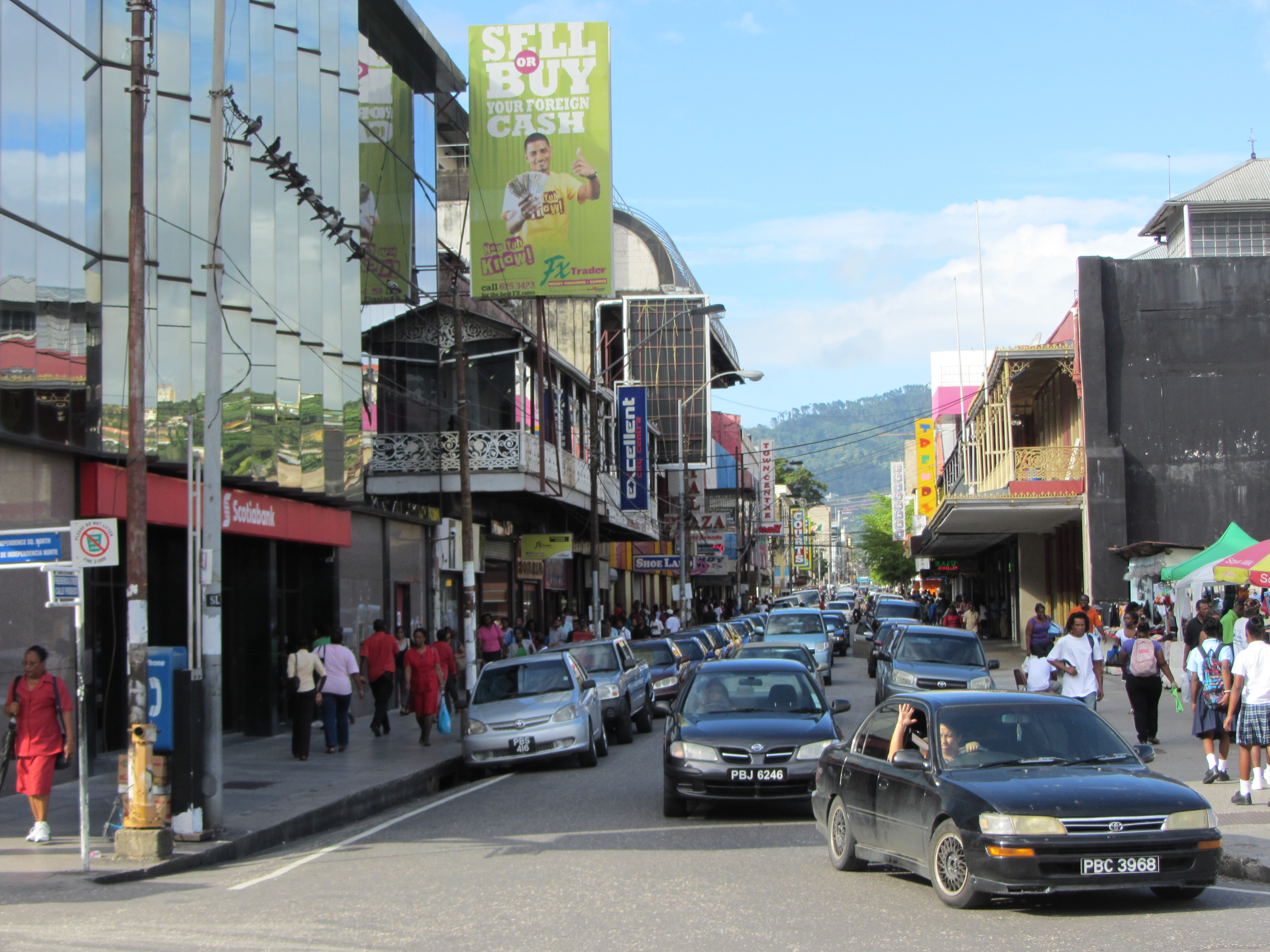
2012

Die heutige Frederick Street ist eine der ältesten Straßen der Stadt und wurde von den Spaniern errichtet, denen die Insel Trinidad bis 1797 gehörte. Bis zur Ankunft von Gouverneur Chacón 1784 bestand Port of Spain aus einer einzigen Straße, der Calle de la Marina, die damals noch direkt am Meer lag und heute nach einigen Landgewinnungsmaßnahmen den Independence Square bildet. Unter Chacón erhöhte sich die Einwohnerzahl der Stadt deutlich, und neue Straßen wurden notwendig – eine der ersten war die nach dem spanischen König Karl II. benannte Calle de San Carlos. Zu Chacóns Zeiten war die Bevölkerungsmehrheit der Insel französisch, im Volksmund wurde die Straße entsprechend französisch benannt, nämlich Rue des Anglais. Sie führte am Rio Santa Ana (dem heutigen St. Ann’s River) entlang, der die Gegend regelmäßig überflutete. Von 1785 bis 1787 ließ Chacón den Fluss nach Osten umleiten und förderte so die Entwicklung der Straße nachhaltig. Nach der Machtübernahme durch die Engländer 1797 wurde sie in Frederick Street umbenannt. Namenspate war Friedrich Ludwig von Hannover, der im 18. Jahrhundert den Titel Prince of Wales innehatte.
1808 wurde durch ein Feuer, das im Haus Frederick Street 12 seinen Ursprung hatte, fast die gesamte Stadt zerstört. Das Ursprungshaus war ein Geschäft, in dem brennbare Substanzen wie Ether und Spiritus verkauft und gelagert wurden. 1837 wurde auf Höhe des Woodford Square (damals noch Brunswick Square) die presbyterianische Greyfriars Church errichtet, die das Zentrum des Presbyterianismus in Trinidad darstellte. Die Kirche wurde nach stürmischen Protesten der Bevölkerung, die sogar das Parlament beschäftigten, 2014 und 2015 durch einen privaten Investor schubweise abgerissen.
Ab 1883 verlief entlang der Frederick Street die erste Straßenbahn Trinidads. Am 27. Dezember des Jahres wurde eine feste Fahrtroute zwischen dem Bahnhof am Marina Square im Süden und der Queen’s Park Savannah im Norden aufgenommen, um Gästen aus dem Rest der Insel ein bequemes Besuchen des Weihnachts-Pferderennens in der Savannah zu ermöglichen. Die Straßenbahnwagen wurden zunächst von Maultieren gezogen; Elektrizität wurde auf der Insel erst im März 1895 eingeführt. Von 1895 bis 1950 verlief eine elektrische Straßenbahn die Frederick Street entlang.
In den 1890er-Jahren war die Frederick Street die Haupteinkaufsstraße Port of Spains und damit Trinidads. Drei der führenden Fotostudios dieser Zeit hatten ihren Sitz in der Straße, die außerdem Schauplatz sämtlicher öffentlicher Prozessionen der Stadt war. Gleichzeitig markierte die Frederick Street eine markante Trennlinie zwischen dem gehobenen Wohn- und Handelsviertel Downtown westlich der Straße und dem eher heruntergekommenen östlichen Port of Spain. Diese Einteilung hat sich bis heute gehalten, da östlich der Frederick Street ärmere Stadtteile wie East Dry River, Laventille oder Sea Lots beginnen. 1890 war der nördliche Teil der Frederick Street, der damals noch Clarence Street hieß, die erste Straße Trinidads, die asphaltiert wurde.
Am 4. März 1895 vernichtete ein Feuer alle Gebäude entlang der Straße im südlichsten Block vom Marina Square (dem heutigen Independence Square) bis zur Queen Street, auch Gebäude in den parallel verlaufenden Straßen Henry Street und Chacon Street wurden vernichtet. Die Besatzungen von vier im Hafen von Port of Spain liegenden Schiffen verhinderten Schlimmeres, indem sie für die lokale Feuerwehr Schaulustige zurückdrängten und sich an den Löscharbeiten beteiligten. Der Wiederaufbau wurde durch den schottischen Architekten George Brown gestaltet, der damals aktuelle Brandschutz-Erkenntnisse anwandte und die Außenmauern aus Stein errichten ließ, aber auch die Etagenhöhen vergrößerte, die Gebäude zur Straße hin mit ausladenden Balkonen versah und auf den Dächern großzügige Oberlichte installierte und so das Erscheinungsbild der Frederick Street bis in die 1980er-Jahre hinein prägte.
Eine Shopping-Institution an der Frederick Street war die People’s Mall, ein Labyrinth kleiner Verkaufshütten an der Ecke Frederick Street und Queen Street, die für Kunsthandwerk und importierte Mode bekannt waren. Die People’s Mall brannte 2005 ab. In den 2010er-Jahren lag das Hauptquartier (pan yard) des Desperadoes Steel Orchestra eine Zeitlang in der Frederick Street.

## Bauwerke

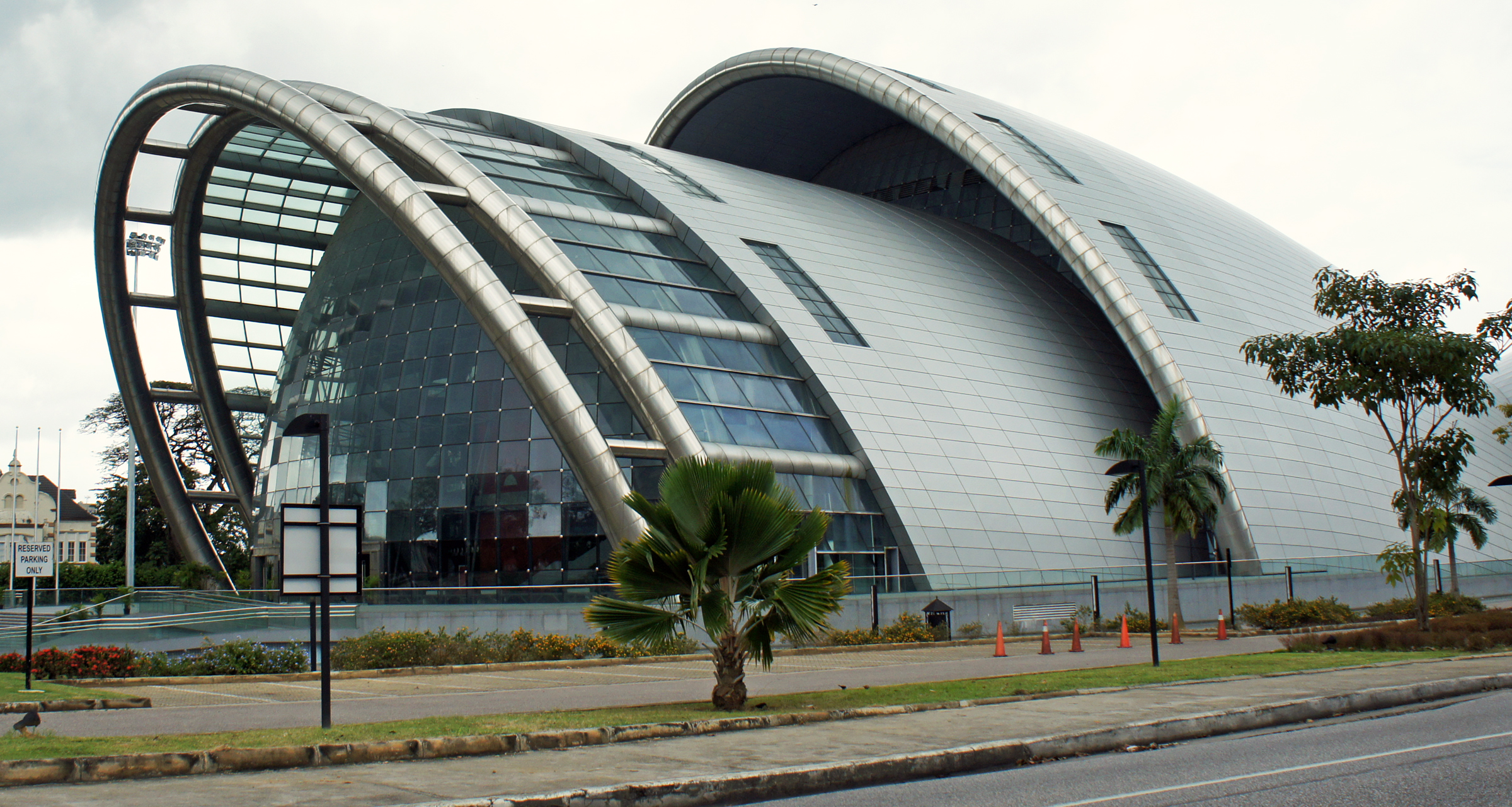
National Academy for the Performing Arts

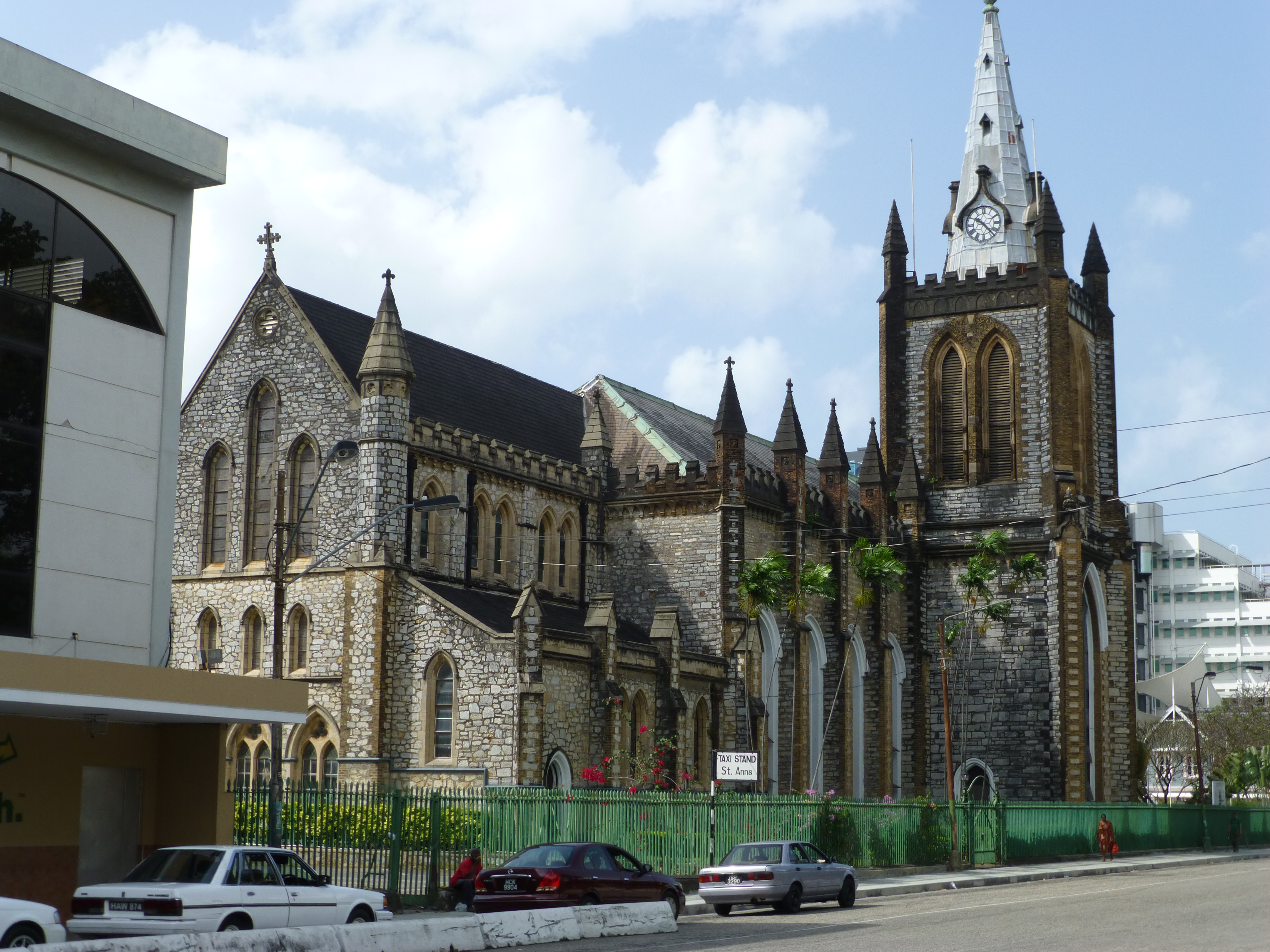
Holy Trinity Cathedral

Die Frederick Street beginnt im Norden an der Queen’s Park Savannah, einer innerstädtischen Naherholungsfläche, die von den Einheimischen als „größter Kreisverkehr der Welt“ bezeichnet wird und unter anderem zur Austragung von Karnevalsveranstaltungen genutzt wird. Im ersten Abschnitt passiert die Frederick Street linker Hand den Memorial Park, eine bis 1924 als „Little Savannah“ bekannte Grünfläche, deren Mittelpunkt ein namensgebendes Kenotaph ist, das an die trinidadischen Toten der im Ersten Weltkrieg für das Vereinigte Königreich kämpfenden Trinidadier erinnert. Auf der dem Memorial Park gegenüberliegenden Straßenseite befinden sich das ikonische Gebäude der National Academy for the Performing Arts sowie das deutlich kleinere National Museum and Art Gallery, das trinidadische Nationalmuseum.
Zwei Querstraßen weiter liegt das 1812 erbaute Gefängnis von Port of Spain an der Frederick Street, einen Block weiter das Gebäude der Elections and Boundaries Commission, der staatlichen Wahlbehörde. Auf dem weiteren Weg nach Süden passiert die Frederick Street das renommierte Saint Mary’s College und das Gebäude der Einwanderungsbehörde. Drei Blocks weiter trifft die Straße auf den Woodford Square, einen kleinen Park, der als historisch bedeutende Naherholungsfläche und durch die ihn umgebenden historisch, politisch und kulturell bedeutenden Gebäude einen zentralen Ort der Stadt markiert. Der Park wurde 1787 von den Spaniern als Militärübungsplatz angelegt, von den Briten in Brunswick Square umbenannt und als Park umgewidmet und 1917 nach Gouverneur Ralph Woodford benannt. Am Woodford Square befinden sich unter anderem das Parlamentsgebäude, die wichtigste anglikanische Kirche des Landes, der Justizpalast und die Nationalbibliothek.
Die zwei Blocks südlich des Woodford Square sind durch Einkaufszentren, Einzelhandelsgeschäfte, Restaurants und Cafés geprägt und weisen zu Geschäftsöffnungszeiten einen sehr hohen Publikumsverkehr auf. Schließlich mündet die Frederick Street in den Independence Square; an der Stelle der Einmündung wurde ein Denkmal für Arthur Cipriani errichtet.

## Verkehr
Die Frederick Street ist, wie die meisten Straßen im Stadtteil Downtown, eine Einbahnstraße. Im nördlichsten Abschnitt, zwischen Queen’s Park West und Keate Street, verläuft der Verkehr dabei in nördlicher Richtung, in allen anderen Abschnitten in südlicher.
Ein guter Teil des innerstädtischen, aber auch überregionalen Verkehrs in Trinidad wird über sogenannte Maxi Taxis abgewickelt, privat betriebene Kleinbusse mit in der Regel zwölf Sitzen, die ab festen Punkten feste Routen abfahren, aber entlang dieser an beliebigen Punkten Passagiere aufnehmen und absetzen. Die Maxi Taxis nach St. Ann’s und St. James verkehren ab Hart Street Ecke Frederick Street.